# Boset (woreda)
Pour les articles homonymes, voir Boset.
Cet article concerne le district. Pour le volcan, voir Boset-Bericha.
Boset est un woreda de la zone Misraq Shewa de la région Oromia, en Éthiopie.
Boset a 142 112 habitants en 2007.
Welenchiti est sa principale agglomération et son centre administratif.

## Géographie
Situé dans la vallée du Grand Rift, au nord-est de la zone Misraq Shewa, le woreda est traversé par la ligne d'Addis-Abeba à Djibouti, par la route A1 Adama-Awash et par le cours de l'Awash. L'altitude y dépasse rarement 1 500 mètres.
|             | (région Amhara) |         |
| Adama Zuria | Boset           | Fentale |
|             | (zone Arsi)     |         |

L'A1 dessert directement le centre administratif Welenchiti. Les autres localités urbaines — Bofa, Doni et Bole — sont sur une route secondaire longeant la rive nord de l'Awash[réf. souhaitée].
Les terres arables — où l'on cultive principalement les fruits et légumes — représentent 26 % du territoire tandis que 28 % des terres sont considérées comme dégradées ou inutilisables, 30 % sont des pâturages et 16 % des forêts[réf. souhaitée].

## Démographie
D'après le recensement national de 2007 réalisé par l'Agence centrale de statistique d'Éthiopie, le woreda compte 142 112 habitants et 19 % de la population est urbaine.
La population urbaine comprend 115 183 habitants à Welenchiti, 4 190 à Doni, 3 982 à Bole et 3 159 à Bofa.
Avec une superficie de 1 462 km2[réf. souhaitée], le woreda a en 2007 une densité de population de 111 personnes par km2 ce qui est inférieur à la moyenne de la zone.
En 2020, la population est estimée, par projection des taux de 2007, à 176 607 personnes.